# دای جیانفن
دای جیانفن (انگلیسی: Dai Jianfen؛ زادهٔ ۲۰ اکتبر ۱۹۶۸) بازیکن زن هندبال اهل چین بود. وی در بازی‌های المپیک تابستانی ۱۹۸۸ شرکت کرده‌است.